# 行明町
行明町（ぎょうめいちょう）は、愛知県豊川市の地名。

## 地理

### 河川・池沼
- 豊川
- 豊川放水路

### 字一覧
- 井戸尻（いどじり）
- 大井後（おいのうしろ）
- 乙下り松（おつさがりまつ）
- 籠瀬（さごせ）
- 鍜治廻（かじまわり）
- 唐桶（からおけ）
- 甲下り松（こうさがりまつ）
- 小橋（こばし）
- 神明（しんめい）
- 末広（すえひろ）
- 大唐（たいとう）
- 高畑（たかばた）
- 田成（たなり）
- 樋詰（ひづめ）
- 原月（はらげつ）
- 藤田（ふじた）
- 水洗（みずあらい）
- 宮井戸（みやいど）
- 薮下（やぶした）
- 山伏（やまぶし）
- 蓮地（れんじ）
- 若宮（わかみや）

### 交通
- 愛知県道380号豊橋一宮線

### 施設
- 行明寺

## 歴史

### 人口の変遷
国勢調査による人口および世帯数の推移。
| 1995年（平成7年）  | 74世帯 354人 |  |
| 2000年（平成12年） | 79世帯 329人 |  |
| 2005年（平成17年） | 82世帯 315人 |  |
| 2010年（平成22年） | 84世帯 314人 |  |
| 2015年（平成27年） | 96世帯 306人 |  |
| 2020年（令和2年）  | 97世帯 291人 |  |

### WEB
1. ↑  “愛知県豊川市の町丁・字一覧”.   人口統計ラボ. 2024年5月1日閲覧。
2. 1 2  総務省統計局 (2022年2月10日). “令和2年国勢調査の調査結果(e-Stat) - 男女別人口，外国人人口及び世帯数－町丁・字等” (CSV). 2023年8月2日閲覧。
3. ↑  “読み仮名データの促音・拗音を小書きで表記するもの(zip形式) 愛知県” (zip).   日本郵便 (2024年2月29日). 2024年3月26日閲覧。
4. ↑  “市外局番の一覧” (PDF).   総務省 (2022年3月1日). 2022年3月22日閲覧。
5. ↑  “ナンバープレートについて”.   一般社団法人愛知県自動車会議所. 2024年1月21日閲覧。
6. ↑  総務省統計局 (2014年3月28日). “平成7年国勢調査の調査結果(e-Stat) - 男女別人口及び世帯数 －町丁・字等” (CSV). 2021年7月20日閲覧。
7. ↑  総務省統計局 (2014年5月30日). “平成12年国勢調査の調査結果(e-Stat) - 男女別人口及び世帯数 －町丁・字等” (CSV). 2021年7月20日閲覧。
8. ↑  総務省統計局 (2014年6月27日). “平成17年国勢調査の調査結果(e-Stat) - 男女別人口及び世帯数 －町丁・字等” (CSV). 2021年7月21日閲覧。
9. ↑  総務省統計局 (2012年1月20日). “平成22年国勢調査の調査結果(e-Stat) - 男女別人口及び世帯数 －町丁・字等” (CSV). 2021年7月21日閲覧。
10. ↑  総務省統計局 (2017年1月27日). “平成27年国勢調査の調査結果(e-Stat) - 男女別人口及び世帯数 －町丁・字等” (CSV). 2021年7月21日閲覧。